# Chironomus brevistylus
Chironomus brevistylus är en tvåvingeart som beskrevs av Guha, Das och Chaudhuri 1985. Chironomus brevistylus ingår i släktet Chironomus och familjen fjädermyggor. Inga underarter finns listade i Catalogue of Life.